# 제10기 최고인민회의 대의원 선거
제10기 최고인민회의 대의원 선거는 1998년 7월 26일에 열린 조선민주주의인민공화국의 10대 최고인민회의 선거다. 대의원 687명을 선출하였다.

## 배경
유훈통치가 끝나면서 1994년 김일성 사망으로 연기되었던 선거가 실시되었다

## 선거 결과
| 정당           | 의석 수 |    |
| -------------- | ------- | -- |
| 로동당         | 594석   | -7 |
| 조선사회민주당 | 53석    | +2 |
| 천도교청우당   | 23석    | +1 |
| 조총련         | 7석     | -6 |
| 기타           | 10석    |    |
| 합계           | 687석   |    |